# Vitus Huonder
Vitus Huonder (Trun, 21 aprile 1942 – Vilters-Wangs, 3 aprile 2024) è stato un vescovo cattolico svizzero.

## Biografia
Vitus Huonder nacque il 21 aprile 1942 a Trun. 
Studiò presso il Pontificio ateneo Sant'Anselmo e l'Università di Friburgo, conseguendo una licenza in teologia. Fu ordinato sacerdote per la diocesi di Coira dal vescovo Johannes Vonderach il 25 settembre 1971. Dopo l'ordinazione sacerdotale fu dal 1975 al 1976 professore di Antico Testamento e di Introduzione al Giudaismo presso l'Alta Scuola Teologica di Coira. Fu poi parroco a Kilchberg dal 1976 al 1981, successivamente vicario parrocchiale a Sachseln fino al 1986 e infine parroco a Egg. Nel 1990 fu nominato canonico del capitolo della cattedrale. Fu infine nominato Vicario generale di Coira nel 1998.
L'8 luglio 2007 fu nominato nuovo vescovo di Coira da papa Benedetto XVI. L'8 settembre seguente ricevette la consacrazione episcopale nella Chiesa abbaziale di Einsiedeln per imposizione delle mani del vescovo Amédée Grab, prendendo possesso della diocesi il 16 settembre dello stesso anno.
Durante il suo episcopato difese fermamente l'ortodossia della fede cattolica, provocando alcune proteste da parte di frange ultra-progressiste del cattolicesimo svizzero, tra cui l'ex teologo cattolico Hans Küng (la cui missio canonica fu revocata nel 1979 dalla Congregazione per la dottrina della fede a causa delle sue posizioni eterodosse).
Il 20 maggio 2019 papa Francesco accolse la sua rinuncia al governo pastorale della diocesi, presentata per raggiunti limiti di età; in attesa della nomina del successore fu nominato amministratore apostolico Pierre Bürcher, vescovo emerito di Reykjavík.
Nella lettera inviata al clero e ai fedeli al termine dell'incarico, comunicò la propria intenzione di ritirarsi presso l'Istituto Sancta Maria di Wangs, nel canton San Gallo, appartenente alla Fraternità San Pio X, con il permesso di papa Francesco. Annunciò altresì l'intenzione di vivere una quieta vita di preghiera, celebrando la messa tridentina e lavorando a difesa della Tradizione, la cui rivitalizzazione fu un tema per lui fondamentale.
Morì il 3 aprile 2024 a Vilters-Wangs all'età di 81 anni. La messa funebre venne celebrata il 17 aprile dal vescovo lefebvriano Bernard Fellay e fu sepolto nella cripta del seminario internazionale San Pio X di Ecône; una seconda messa di requiem per il defunto venne celebrata due giorni dopo nella cattedrale dell'Assunzione di Maria Vergine dal vescovo Joseph Maria Bonnemain.

## Genealogia episcopale e successione apostolica
La genealogia episcopale è:
- Cardinale Scipione Rebiba
- Cardinale Giulio Antonio Santori
- Cardinale Girolamo Bernerio, O.P.
- Arcivescovo Galeazzo Sanvitale
- Cardinale Ludovico Ludovisi
- Cardinale Luigi Caetani
- Cardinale Ulderico Carpegna
- Cardinale Paluzzo Paluzzi Altieri degli Albertoni
- Papa Benedetto XIII
- Papa Benedetto XIV
- Papa Clemente XIII
- Cardinale Marcantonio Colonna
- Cardinale Giacinto Sigismondo Gerdil, B.
- Cardinale Giulio Maria della Somaglia
- Cardinale Carlo Odescalchi, S.I.
- Cardinale Costantino Patrizi Naro
- Cardinale Serafino Vannutelli
- Cardinale Domenico Serafini, Cong.Subl. O.S.B.
- Cardinale Pietro Fumasoni Biondi
- Arcivescovo Filippo Bernardini
- Vescovo François Charrière
- Cardinale Charles Journet
- Vescovo Pierre Mamie
- Vescovo Amédée Grab, O.S.B.
- Vescovo Vitus Huonder

La successione apostolica è:
- Vescovo Marian Eleganti, O.S.B. (2010)